# بينيتا فيريرو فالدنر
بينيتا فيريرو فالدنر (بالألمانية: Benita Ferrero-Waldner)‏ (و. 1948 – م) هي دبلوماسية، ومحاماة، وسياسية من النمسا ولدت في سالزبورغ.
تولت منصب المفوض الأوروبي للتجارة (2009-12-01–2010-02-09) .

## روابط خارجية
- بينيتا فيريرو فالدنر على موقع IMDb (الإنجليزية)
- بينيتا فيريرو فالدنر على موقع مونزينجر (الألمانية)